# Temporada 1954-1955 del RCD Espanyol
Dades de la Temporada 1954-1955 del RCD Espanyol.

## Fets Destacats
- 5 de setembre de 1954: Amistós: Espanyol 4 - Hannover SV 2[4]
- 2 de gener de 1955: Lliga: Athletic Club 1 - Espanyol 2[5]
- 6 de febrer de 1955: Lliga: Espanyol 4 - Hèrcules CF 1[6]
- 20 de febrer de 1955: Lliga: Espanyol 4 - Deportivo Alavés 1[7]
- 5 de juny de 1955: Lligueta de promoció: Espanyol 4 - Atlético Tetuán 1[8]
- 26 de juny de 1955: L'equip realitzà una fluixa temporada amb dos canvis d'entrenador. Acabà tretzè a la lliga, no classificant-se per la Copa i obligant-lo a disputar una lligueta de promoció amb els clubs Reial Societat, Real Oviedo, Atlético Tetuán, Real Zaragoza i, Granada CF. Acabà en primera posició amb 15 punts (7 victòries, 1 empat i 2 derrotes, 17 gols a favor i 8 en contra).

## Resultats i Classificació
- Lliga d'Espanya: Tretzena posició amb 26 punts (30 partits, 8 victòries, 10 empats, 12 derrotes, 42 gols a favor i 46 en contra).
- Copa d'Espanya: No es classificà.

## Plantilla
| P   | Jugador                | Lliga | Lliga | Promoció | Promoció |
| P   | Jugador                | PJ    | G     | PJ       | G        |
| --- | ---------------------- | ----- | ----- | -------- | -------- |
| POR | Marcel Domingo         | 21    | -36   | 10       | -8       |
| POR | Miquel Soler           | 9     | -10   | -        | -        |
| POR | Josep Trias            | -     | -     | -        | -        |
| POR | Benet Joanet           | -     | -     | -        | -        |
| DEF | Josep Parra            | 29    | -     | -        | -        |
| DEF | Antoni Argilés         | 28    | -     | 10       | -        |
| DEF | Agustí Faura           | 27    | 1     | 10       | -        |
| DEF | Cata                   | 23    | -     | 10       | -        |
| DEF | Salvador Gimeno        | 6     | -     | 5        | -        |
| DEF | Joan Bartolí           | 1     | -     | -        | -        |
| MIG | José Luis Piquín       | 22    | 3     | 8        | 3        |
| MIG | Juan Bolinches         | 17    | 1     | 3        | -        |
| MIG | Emili Gàmiz            | 15    | 3     | 7        | 1        |
| MIG | Andrés Prieto          | 10    | 4     | 3        | -        |
| MIG | Oswaldo García         | 8     | 1     | 8        | 2        |
| MIG | Josep Artigas          | 4     | -     | 1        | -        |
| MIG | David Casamitjana      | 3     | 1     | 5        | -        |
| MIG | Joaquim Tejedor        | 3     | -     | -        | -        |
| MIG | Antonio Fernández      | -     | -     | -        | -        |
| MIG | Ángel De Tomás Aguirre | -     | -     | -        | -        |
| DAV | Francesc Xavier Marcet | 25    | 7     | -        | -        |
| DAV | Antoni Cruellas        | 22    | 5     | 6        | 2        |
| DAV | Julià Arcas            | 19    | 6     | 10       | 2        |
| DAV | Josep Mauri            | 14    | 2     | 2        | -        |
| DAV | Carlos Santiago Cela   | 9     | 5     | -        | -        |
| DAV | Adolf Bolea            | 6     | 3     | 3        | -        |
| DAV | Paseiro                | 4     | -     | 8        | 7        |
| DAV | Josep Ismael Antó      | 4     | -     | -        | -        |
| DAV | Josep Davi             | 1     | -     | -        | -        |
| DAV | Quico Pérez            | 1     | -     | 1        | -        |